# Henri Carpentero
Pour les articles homonymes, voir Carpentero.
Henri Carpentero, né le 31 mars 1820 à Anvers et mort à Schaerbeek le 21 mai 1874, est un peintre belge, connu pour ses scènes de genre, ses paysages, ses représentations animalières et ses scènes rustiques. 

## Biographie

### Famille
Henri (Hendrik Joseph Gommarus) Carpentero, né à Anvers le 31 mars 1820, est le fils du peintre Jean Charles Carpentero (1784-1823) et d'Isabelle Nauwelaers (1792-1879), mariés en 1814. Orphelin de père à trois ans, il est exempté, en 1839, du service militaire, comme soutien de famille de sa mère, de plus, il est sujet à de l'arythmie cardiaque. Il épouse le 7 décembre 1863 à Lillo Catherine Jeanne Peeters (1818-1866), divorcée depuis 1855. Henri Carpentero reconnaît quatre enfants (nés entre 1848 et 1861) lors de ce mariage.

### Formation
Henri Carpentero étudie auprès de Ferdinand de Braekeleer (1836) et de Nicaise De Keyser (1837-1839).

### Carrière
Dès l'âge de 17 ans, il expose aux salons triennaux belges. Son premier envoi, Une boutique de cordonnier, est adressé au Salon de Bruxelles de 1836. Après 1843, il expose rarement. Il participe néanmoins à deux Expositions des maîtres vivants en 1841 et 1850 aux Pays-Bas, puis aux Salons d'Anvers de 1852 et 1855, date à partir de laquelle sa carrière n'est plus officiellement documentée, hormis une toile datée de 1872.
Il a notamment pour élève André Plumot, puis il se rend aux Pays-Bas pour un long séjour.
Henri Carpentero, meurt à 54 ans le 21 mai 1874 à son domicile rue Névraumont (actuellement rue Linné) no 90 à Schaerbeek.

## Œuvre

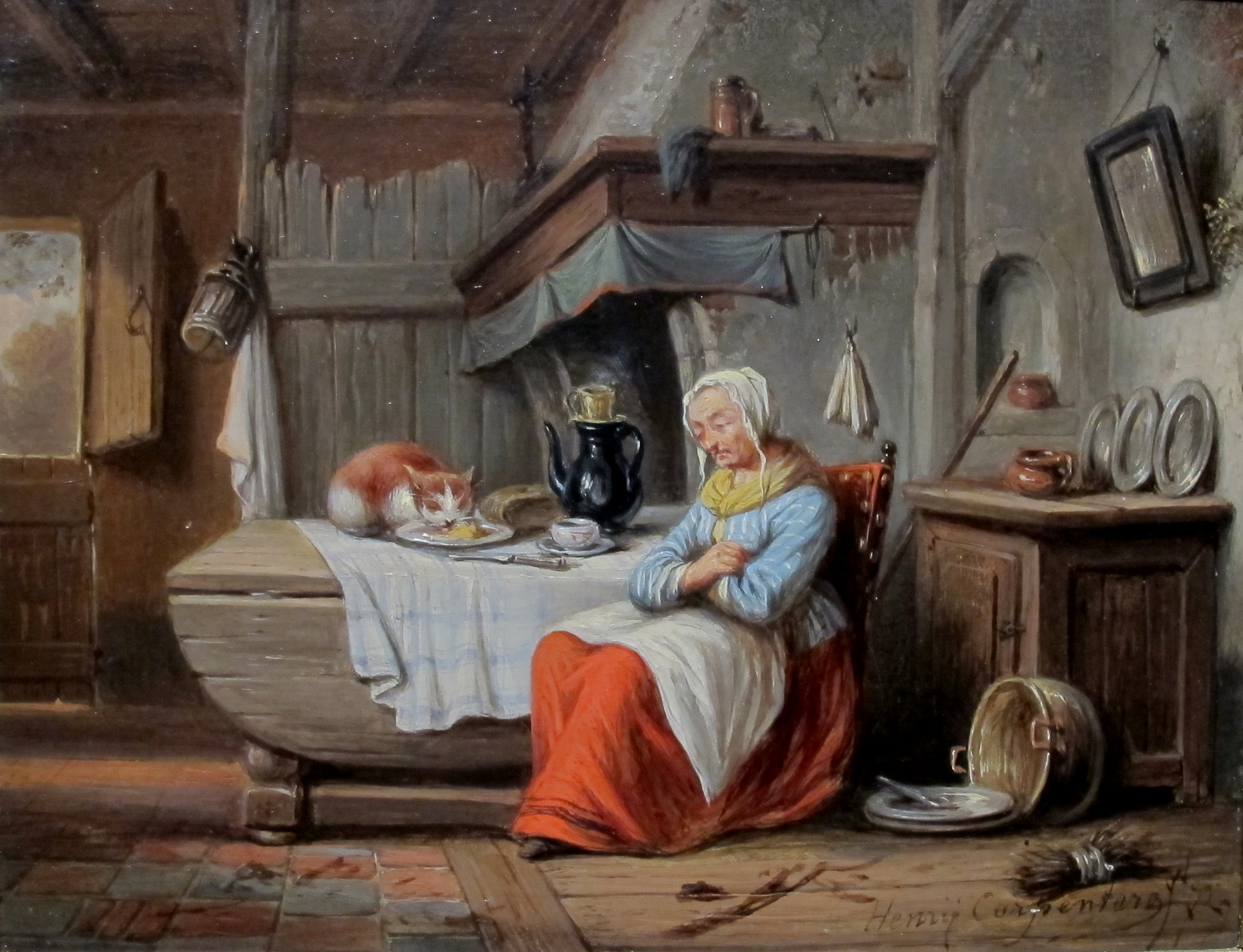
Intérieur.

### Caractéristiques
Henri Carpentero est connu pour ses scènes de genre, ses paysages, ses représentations animalières et ses scènes rustiques. Il peint dans un style proche de celui de son premier professeur Ferdinand de Braekeleer.

### Expositions

#### Salons en Belgique
- Salon de Bruxelles de 1836 : Une boutique de cordonnier[3].
- Salon d'Anvers de 1837 : L'École de village[6].
- Salon de Bruges de 1837 : Un garçon donnant à manger à un chien[7].
- Salon de Gand (XVII) de 1838 : Vue intérieure d'écurie[8].
- Salon de Bruxelles de 1839 : Convoi de blessés[9].
- Salon d'Anvers de 1840 : Un cabaret flamand[10].
- Salon de Gand (XVIII) de 1841 : Intérieur d'un cabaret[11].
- Salon de Bruxelles de 1842 : Une halte de chasseurs devant un cabaret[12].
- Salon d'Anvers de 1843 : Un intérieur de cour avec figures et Des chasseurs devant un cabaret[13].
- Salon de Malines de 1853 : Des paysans devant un cabaret[14].
- Salon d'Anvers de 1852 : Un joueur de vielle dansant devant un cabaret rustique[15].
- Salon d'Anvers de 1855 : Les Trois âges[16].

#### Expositions aux Pays-Bas
- Exposition des maîtres vivants d'Amsterdam en 1841 : Une conversation secrète[17].
- Exposition des maîtres vivants d'Amsterdam en 1850 : Un intérieur de ferme en Flandre et Le Parvis d'une ancienne place[17].